# Dihydroetorphin
Dihydroetorphin ist eine teilsynthetisch hergestellte Chemische Verbindung aus der Gruppe der Opioide, die als Arzneistoff mit einer stark schmerzstillenden Wirkung (Analgetikum) verwendet wird. Im Versuch an der Ratte wurde die 11.000-fache Wirkung von Morphin festgestellt. Dihydroetorphin wird ausschließlich in China, wo es 1992 auf den Markt kam, humanmedizinisch für die Behandlung starker Schmerzen eingesetzt. Da der Wirkstoff bei peroraler Einnahme einem sehr hohen First-Pass-Effekt unterliegt und dadurch eine sehr niedrige Bioverfügbarkeit aufweist, wird es als Sublingualtablette (Dosierungsformen von 20 bis 180 µg) und als transdermales Pflaster angewendet. In China wird der Wirkstoff auch erfolgreich zur Substitution opiatabhängiger Patienten eingesetzt, wofür die sublinguale Applikation bevorzugt wird (vergleichbar mit der Buprenorphin-Substitution in der westlichen Welt). Dihydroetorphin unterliegt betäubungsmittelrechtlichen Vorschriften. In Deutschland ist es nicht verkehrsfähig (Anlage I des Betäubungsmittelgesetzes).
Der Wirkstoff wird durch Hydrierung von Etorphin hergestellt.